# Кольферат
Кольферат (нім. Kolverath) — громада в Німеччині, розташована в землі Рейнланд-Пфальц. Входить до складу району Вульканайфель. Складова частина об'єднання громад Кельберг.
Площа — 2,46 км2. Населення становить 106 ос. (станом на 31 грудня 2020).